# Val d’Issoire
Val d’Issoire község Franciaország Új-Aquitania régiójában, Haute-Vienne megyében. Új községként 2016. január 1-jén jött létre két korábbi község, Bussière-Boffy és Mézières-sur-Issoire egyesítésével. Lakosainak száma 1031 fő (2022. január 1.).

## Népesség
| Lakosok száma | 1068 | 1038 | 1025 | 1013 | 1000 | 1031 |
|               | 2017 | 2018 | 2019 | 2020 | 2021 | 2022 |